# Murda
Murda (* 30. Januar 1984 in Amsterdam; bürgerlich Önder Doğan) ist ein türkisch-niederländischer Rapper.

## Karriere
Seine Rap-Karriere begann bereits Ende der 2000er Jahre. Zwischenzeitlich war er als Hintergrundstimme in einigen Songs von Showtek zu hören, die sich musikalisch zumeist im Hardstyle-Bereich orientierten.
Im Jahr 2016 erschien sein Debütalbum. Anschließend machte er mit Singles wie Trabajo,  Shutdown oder Rompe auf sich aufmerksam.
Seit dem Jahr 2019 ist er vor allem auf dem türkischen Musikmarkt erfolgreich. Die Kollaborationen mit Ezhel verschafften ihm auch außerhalb der Niederlande einen Bekanntheitsschub.
Später entstanden Zusammenarbeiten mit Musikern wie Mero, Eno, Summer Cem, Zeynep Bastık oder Hadise.
Im Oktober 2021 wurde der Rapper auf dem türkischen Flughafen Istanbul-Sabiha Gökçen festgenommen, weil er in einigen Songs über Drogenkonsum rappte und damit deren Konsum verherrlichen würde. Die türkische Staatsanwaltschaft erhob Anklage gegen Murda und forderte bis zu 10 Jahre Haft. Ein türkisches Gericht in Istanbul hat ihn am 19. April 2022 in Abwesenheit zu 4 Jahren und 2 Monaten Haft verurteilt.

## Diskografie

### Studioalben
- 2016: We Doen Ons Best
- 2019: Baba
- 2020: Doğa
- 2025: Dua

### Kollaboalben
- 2017: Bruin Brood (mit BangBros & Hef)
- 2020: Made in Turkey (mit Ezhel)

### Singles (Auswahl)
- 2013: Trippy Hippie (mit Psyko Punkz)
- 2013: Be On De Kıjk (mit Ceza)
- 2016: Niet zo (mit Ronnie Flex, NL: Platin)[2]
- 2017: Trabajo (NL: Gold)
- 2017: Betere Man (NL: Gold)
- 2018: Shutdown (mit SFB, NL: Platin)
- 2019: Rompe (mit Frenna & Priceless, NL: Platin)
- 2019: Aya (mit Ezhel)
- 2020: Bi Sonraki Hayatımda Gel (mit Ezhel)
- 2020: Made in Turkey (mit Ezhel)
- 2020: Güneș (mit Zeynep Bastık & Idaly)
- 2020: Eh Baba
- 2020: Pahalı
- 2020: Was machst du (mit Eno)
- 2020: Dom Pérignon (Qlas & Blacka feat. Henkie T, Murda & Jonna Fraser, NL: Gold)
- 2021: Oha Remix (mit Luciano & Summer Cem)
- 2021: Gece Gündüz (mit Mero)
- 2022: Konum Gizli (mit Mero)
- 2022: İmdat (mit Hadise)
- 2022: Rarri
- 2023: Sen Dönene Kadar (mit Hadise)
- 2023: Fıstık
- 2023: Ararım Yarın (feat. Mero; #8 der deutschen Single-Trend-Charts am 18. August 2023[3])
- 2023: Baby (mit Emir Taha)
- 2024: Yalan Dünya
- 2024: Madness & Badness (mit Mero & Marlo)
- 2024: Benimsin
- 2024: Te Quiero (mit Dhurata Dora)
- 2024: Daș (mit Lvbel C5)
- 2024: Uchigatana (mit Ezhel & Bugy)
- 2025: Sevgi
- 2025: Dayanamam (mit Ezhel)
- 2025: Surf (mit Motive)
- 2025: Don Julio (mit Summer Cem & Yung Felix)
- 2025: Tokyo Drift (mit 3robi)
- 2025: Hasret (mit Emil Rosé)
- 2025: Hot

### Gastbeiträge
- 2007: FTS (Fuck The System) (von Showtek – Hintergrundstimme)
- 2009: Laa Di Fucking Daa (von Showtek – Hintergrundstimme)
- 2009: World Is Mine (von Showtek – Hintergrundstimme)
- 2009: Loco (von Showtek – Hintergrundstimme)
- 2019: Geen Tijd (Bam Bam) (Tabitha feat. Murda, NL: Gold)